# Alfabeto ahom
La scrittura ahom o scrittura tai ahom è un alfasillabario usato per scrivere la lingua ahom, una lingua tai estinta parlata dal popolo Ahom che governò  la parte orientale della valle del Brahmaputra nello stato dell'Assam tra il XIII e il XVIII secolo.